# Junioreuropamästerskapet i ishockey 1970
Junioreuropamästerskapet i ishockey 1970 var 1970 års upplaga av turneringen.

## Grupp A
Spelades i Genève i Schweiz under perioden 26 december 1969-2 januari 1970
| Lag                | Sovjetunionen | Tjeckoslovakien | Sverige | Finland | Västtyskland | Schweiz | gjorda mål/insläppta mål | poäng |
| ------------------ | ------------- | --------------- | ------- | ------- | ------------ | ------- | ------------------------ | ----- |
| 1. Sovjetunionen   | —             | 5-3             | 6-5     | 7-1     | 9-1          | 14-1    | 41-11                    | 10    |
| 2. Tjeckoslovakien | 3-5           | —               | 3-2     | 3-1     | 5-2          | 12-2    | 26-12                    | 08    |
| 3. Sverige         | 5-6           | 2-3             | —       | 6-0     | 10-1         | 20-0    | 43-10                    | 06    |
| 4. Finland         | 1-7           | 1-3             | 0-6     | —       | 6-0          | 5-2     | 13-18                    | 04    |
| 5. Västtyskland    | 1-9           | 2-5             | 1-10    | 0-6     | —            | 7-3     | 11-33                    | 02    |
| 6. Schweiz         | 1-14          | 2-12            | 0-20    | 2-5     | 3-7          | —       | 08-58                    | 0     |

Schweiz nedflyttade till 1971 års A-grupp.

## Priser och utmärkelser
- Bästa målvakt: Anton Kehle, Västtyskland
- Bästa försvarare: Miroslav Dvorak, Tjeckoslovakien
- Bästa anfallare: Anders Hedberg, Sverige

## Grupp B
Spelades i Kapfenberg, Leoben och Bruck i Österrike under perioden 26 december 1969-2 januari 1970.

### Första omgången
Grupp 1
| Lag          | Norge | Rumänien | Österrike | Ungern | gjorda mål/insläppta mål | poäng |
| ------------ | ----- | -------- | --------- | ------ | ------------------------ | ----- |
| 1. Norge     | —     | 1-1      | 5-5       | 7-3    | 13-09                    | 4     |
| 2. Rumänien  | 1-1   | —        | 1-1       | 3-0    | 05-02                    | 4     |
| 3. Österrike | 5-5   | 1-1      | —         | 2-1    | 08-07                    | 4     |
| 4. Ungern    | 3-7   | 0-3      | 1-2       | —      | 04-12                    | 0     |

Grupp 2
Bulgarien skulle ha deltagit, men ställde inte upp. Jugoslaviens målvakt spelade utan huvudskydd, och fick pucken i ansiktet i matchen mot Polen, vilket delvis förklarar resultatet 20-0 till Polen. 
| Lag            | Italien | Polen | Jugoslavien | gjorda mål/insläppta mål | poäng |
| -------------- | ------- | ----- | ----------- | ------------------------ | ----- |
| 1. Italien     | —       | 7-5   | 3-2         | 10-07                    | 4     |
| 2. Polen       | 5-7     | —     | 20-0        | 25-07                    | 2     |
| 3. Jugoslavien | 2-3     | 0-20  | —           | 02-23                    | 0     |

### Placeringsmatcher
| Femte plats  | Österrike | 3-0 (1-0, 0-0, 2-0) | Jugoslavien |  |
| Tredje plats | Polen     | 7-1 (0-1 ,2-0, 5-0) | Rumänien    |  |
| Final        | Norge     | 8-0 (1-0, 1-0, 6-0) | Italien     |  |

Norge uppflyttade till 1971 års A-grupp.

### Fotnoter
1. ↑  ”Championnat d'Europe 1970 des moins de 19 ans” (på franska). Hockeyarchives. 23 mars 1970. http://www.passionhockey.com/hockeyarchives/U-19_1970.htm. Läst 29 november 2014.